# 在城之崎
《在城之崎》（日语：城の崎にて）是志賀直哉所著的短篇小說。1917年5月（大正6年）在白樺派的同人誌《白樺》發行。它被認為是私小說的代表作品。 

## 寫作背景

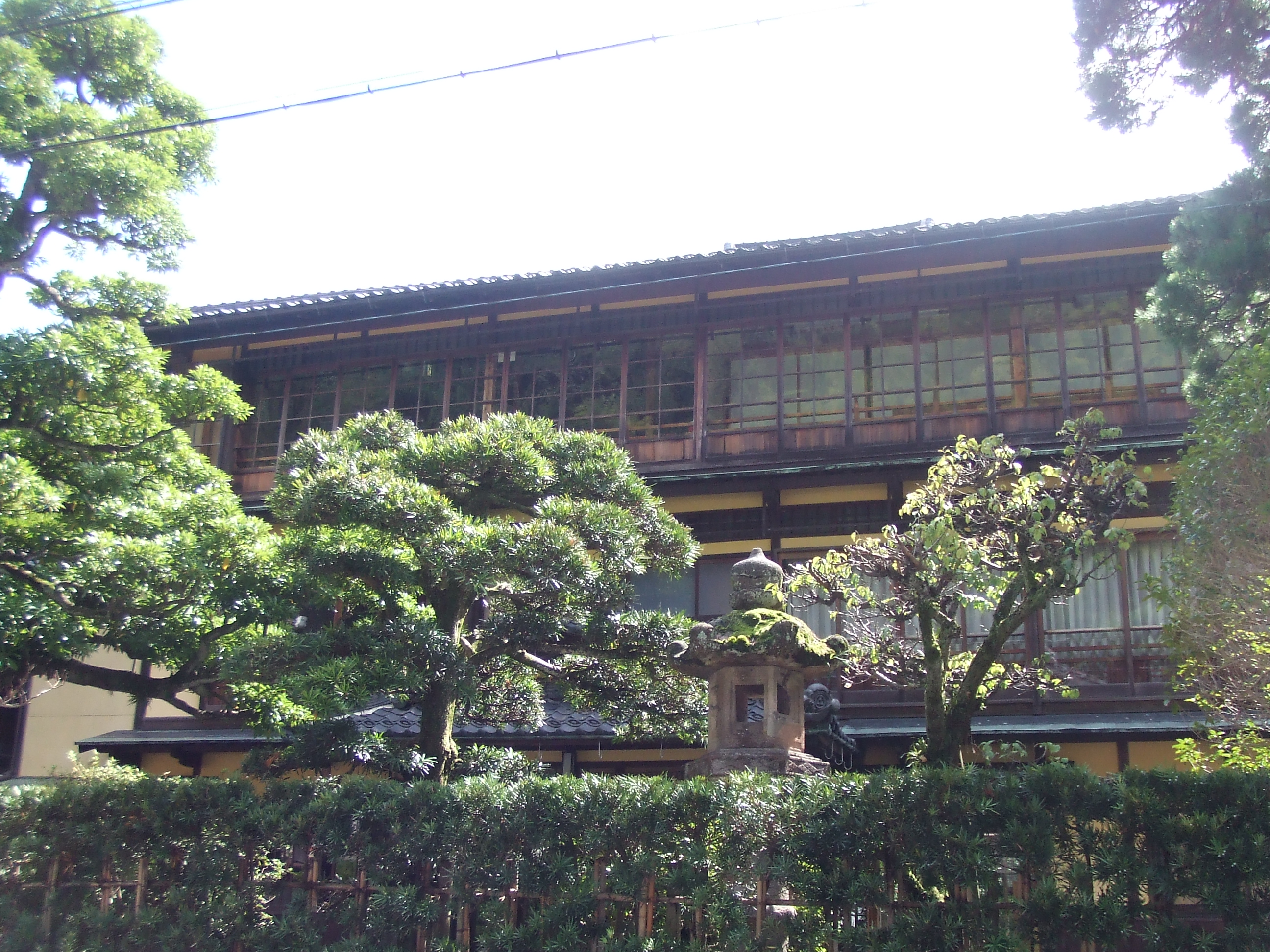
志賀直哉住的三木屋（城崎溫泉）

志賀直哉在1910年（明治43年）首次創刊「白樺」，並發表了他的作品。1912年（大正元年）與父親對立，移居廣島縣尾道，受夏目漱石鼓勵開始執筆「時任謙作」（後成為長篇小說暗夜行路的原型）。 
1913年（大正2年）4月上京。同年8月，與里見弴去芝浦納涼，在觀賞業餘相撲後的歸途中，志賀直哉走在山手線的軌道旁，意外受了重傷。雖然在東京醫院入院了一段時間，但為了療養而訪問了兵庫縣的城崎溫泉 。1914年（大正3年）於堪解由小路康子结婚。 1917年（大正6年），發表「佐佐木の場合」、「好人物の夫婦」和「赤西蠣太の恋」等作品。同年10月，與父親達成和解。 
透過事故之後的個人體驗，藉由深入的觀察後寫下了生與死的意義，具有簡潔、精煉的筆鋒和適當的描寫，使其成為一篇名作。 

## 登場人物
- 「我」…主角。在被山手線上的電車撞上受傷後，訪問了但馬的城崎溫泉。 来到城之崎的「我」有一種近年未曾感受到的「安靜而平靜」（静まって落ち着いた）的感覺。在文中提到了一篇「范的犯罪」的短篇小說。
- 醫生…一位對「我」說「若背上的傷發展成脊椎結核，就會有致命的危險」的人物。
- 車夫…一個用魚串刺著老鼠，對其投擲石頭的人。 年約40歲。
- 孩子…和車夫一樣在向老鼠投擲石頭的人物。 有2、3人。
- 朋友…一名對「我」提出「傷勢是否致命（fatal）？」時對其否定的人物。